# Езерото (защитена местност)
Вижте пояснителната страница за други значения на Езерото.
Езерото е защитена местност, разположена в рида Алабак, Западни Родопи. Заема площ от 5,8 ха в землищата на Семчиново и Симеоновец. Създадена е с цел опазване на характерен ландшафт.
На 8 април 1972 г. местността е обявена за историческо място, представляващо държавна гора и лобно място на партизанския командир Никола Шатеров и партизаните братя Маврикови. През април 2003 г. е прекатегоризирана в защитена местност, като площта и режимите на дейностите се запазват.